# HardBall III
A HardBall III baseball-videójáték, melyet a MindSpan Technologies fejlesztett és az Accolade jelentetett meg. A játék 1992-ben jelent meg DOS-ra, melyet 1993-ban egy Sega Genesis-, illetve 1994-ben egy Super Nintendo Entertainment System-átirat követett. A játékhoz az elődjével, a HardBall II-vel szemben megváltották a Major League Baseball Players Association-licencet, így a sorozatban először szerepeltek a baseballozók a valós nevükön. A III a sorozat első tagja, amelyben Al Michaels személyében szerepelt hangkommentátor.
A videójáték-konzolos kiadások a DOS-os verzió leegyszerűsített változatai; a szezonstatisztikákat a konzolos kiadásokban a korszak drágább személyi számítógépeiben megtalálható merevlemez hiánya miatt hosszú jelszavakkal lehet elmenteni.

## Megjelenés
Az Accolade 1993 novemberében megállapodást kötött az Atari Corporationnel, hogy játékokat fejleszthessenek a nem sokkal korábban megjelent Atari Jaguarra és licencszerződést kötöttek az Atarival, ami szerint öt korábban megjelent videójátékukat át kell írniuk és meg kell jelentetniük a rendszere. Ezen öt licencelt játék közé tartozott a HardBall III is, a Jaguar-verziót 1994. elején jelentették be. A játéknak eredetileg 1995 harmadik negyedévében kellett volna megjelennie, az átírásért a NuFX felelt. A fejlesztés közben végül az a döntés született, hogy leállítják a HardBall III Jaguar-verziójának munkálatait és inkább a HardBall 4 jaguaros kiadására összpontosítanak.

## Fogadtatás
A Computer Gaming World szerkesztője 1992-ben azt írta, hogy „A HardBall III újabb győztesnek ígérkezik”, dicsérte, hogy az akcióra fektetett hangsúly mellett a szimulációs funkcióit is meg bírta tartani. A magazin dicsérte a VGA-grafika és a hangkártyák „remek” támogatását, és összegzésként megjegyezte, hogy „több tartalmat tudott belepakolni egyetlen dobozaba, mint bármelyik vetélytársa”. A GamePro szerkesztője a Super Nintendo Entertainment-verzió tesztjében dicsérte a játékban szereplő opciók és játékosstatisztikák magas számát, azonban a durva grafika és a „szaggatózó” játékosmozgások mindössze átlag felettivé szorítják vissza a játékot.

## Fordítás
- Ez a szócikk részben vagy egészben  a   HardBall III című angol Wikipédia-szócikk ezen változatának fordításán alapul.  Az eredeti cikk szerkesztőit annak laptörténete sorolja fel. Ez a jelzés csupán a megfogalmazás eredetét és a szerzői jogokat jelzi, nem szolgál a cikkben szereplő információk forrásmegjelöléseként.